# Madre del Buon Consiglio

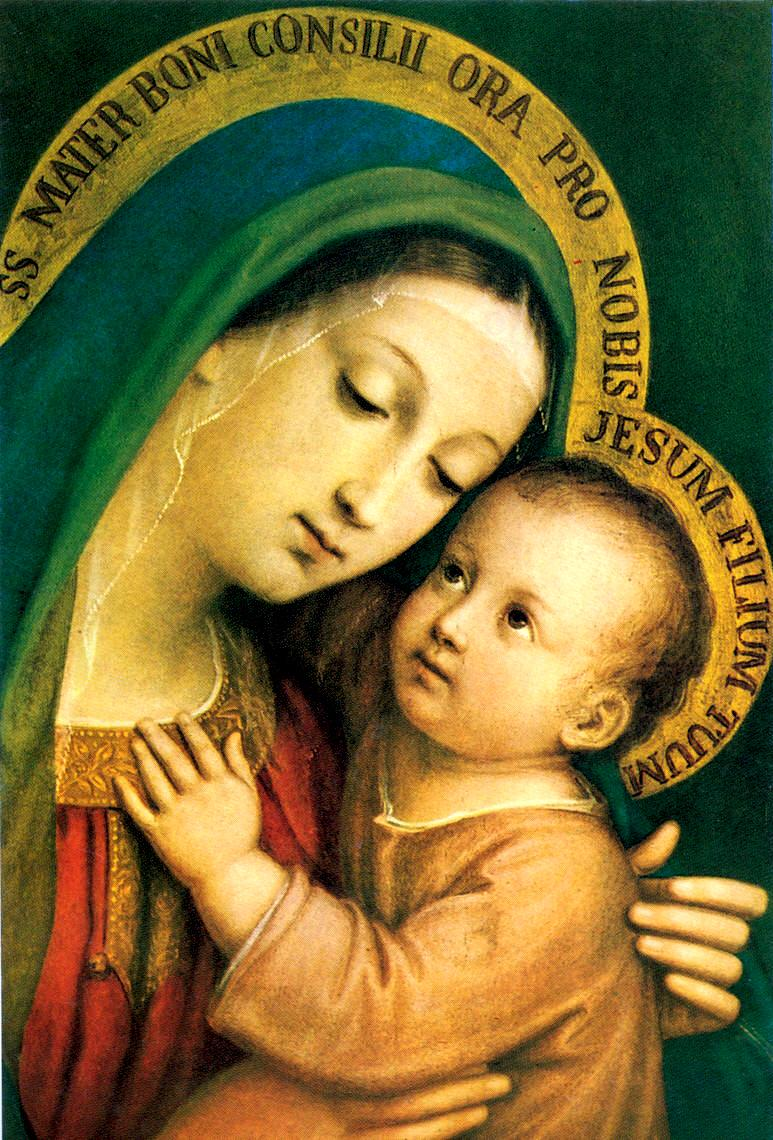
Nostra Signora del Buon Consiglio, opera di Pasquale Sarullo

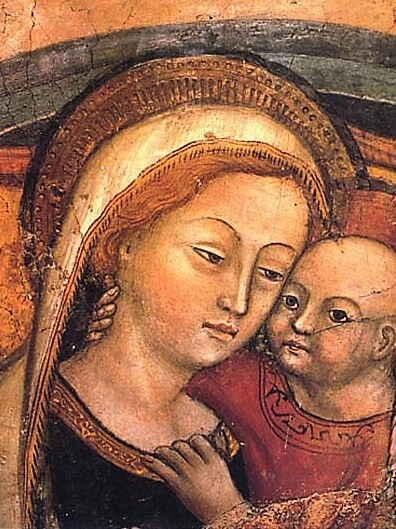
La Madre del Buon Consiglio nel santuario di Genazzano

Madre del Buon Consiglio (in latino Mater Boni Consilii) è uno dei titoli con cui viene invocata Maria, madre di Gesù. Di origine antica, divenne particolarmente popolare dopo il ritrovamento di un'immagine della Vergine con il bambino Gesù nel santuario di Genazzano. La devozione fu propagata dai frati agostiniani che officiavano la chiesa. Nel 1903 papa Leone XIII aggiunse alle litanie lauretane l'invocazione Mater Boni Consilii.

## Origini
Le ragioni per cui a Maria si addice il titolo di "Madre del Buon Consiglio" sono esposte nel decreto Ex quo Beatissima Vergine del 22 aprile 1903 a firma del cardinale Serafino Cretoni, prefetto della congregazione dei Riti, mediante il quale papa Leone XIII fece aggiungere l'invocazione "Mater Boni Consilii, ora pro nobis" alle litanie lauretane: "Dall'istante in cui la Beata Vergine Maria [...] accettò [...] l'eterno disegno di Dio e il mistero del Verbo Incarnato [...] meritò di essere chiamata anche Madre del Buon Consiglio. Inoltre, ammaestrata dalla viva voce della Sapienza divina, quelle parole di Vita ricevute dal Figlio e conservate nel cuore, le riversava generosamente sul prossimo." Maria è colei che mostra il cammino e illumina le menti di pie donne, discepoli e apostoli di Gesù. Nel decreto si fa pure riferimento all'episodio delle nozze di Cana, durante le quali Maria pronuncia le ultime parole attribuitele dai Vangeli: "Fate quello che vi dirà", il più eccellente e vantaggioso dei consigli. Dalla croce, infine, Gesù si rivolge al discepolo dicendo "Ecco, tua Madre", invitando tutti i cristiani a seguire come figli la strada indicata da Maria, egregia consigliera.

## Storia
La tradizione attribuisce l'introduzione del titolo mariano di Mater Boni Consilii a papa Marco, al quale sarebbe da ascrivere l'evangelizzazione del territorio di Genazzano; l'erezione a Genazzano di una chiesa dedicata a Maria Mater Boni Consilii risalirebbe invece al pontificato di papa Sisto III e sarebbe da ricollegare al fatto che da quelle terre provenivano i beni utilizzati per finanziare la costruzione della basilica liberiana (Santa Maria Maggiore) a Roma.
La chiesa e la parrocchia della Madre del Buon Consiglio, per interessamento del principe Piero Giordano Colonna, con atto del 27 dicembre 1356 furono affidati ai frati eremitani di sant'Agostino.
Il 25 aprile 1467, festa di san Marco, su una parete della chiesa fu scoperto un dipinto, raffigurante la Vergine con il Bambino Gesù, che probabilmente era stato ricoperto in calce: l'immagine divenne presto oggetto di grande devozione popolare e si diffusero leggende secondo cui il dipinto sarebbe stato trasportato dagli angeli da Scutari per sottrarlo ai turchi che stavano invadendo l'Albania, o che si mantenesse straordinariamente sospeso su un sottilissimo strato di intonaco.
Dal titolo della chiesa, l'immagine prese il nome di Madre del Buon Consiglio.
A opera dei frati agostiniani, soprattutto a partire dal XVIII secolo, l'immagine e il culto della Madre del Buon Consiglio si diffusero in tutta Europa: per esempio, fu davanti a un'immagine della Madre del Buon Consiglio conservata nella chiesa del collegio Imperiale dei gesuiti di Madrid che, il 15 agosto 1583, Luigi Gonzaga maturò la decisione di entrare nella Compagnia di Gesù.
Nel corso dei secoli pontefici favorirono e promossero la devozione a Nostra Signora del Buon Consiglio: papa Clemente XII (appartenente a una famiglia di origine albanese) concesse l'indulgenza plenaria a quanti avessero visitato il santuario di Genazzano nel giorno della festa della titolare (25 aprile, anniversario dell'apparizione dell'immagine sul muro della chiesa di Genazzano) o nell'ottava successiva; papa Pio VI nel 1777 concesse un ufficio proprio con Messa per il giorno della festa della Madre del Buon Consiglio; papa Benedetto XIV, con breve Iniunctae Nobis del 2 luglio 1753 approvò la pia unione della Madre del Buon Consiglio di Genazzano, alla quale si aggregarono numerose altre confraternite.
Il culto della Madre del Buon Consiglio ebbe un grande impulso sotto il pontificato di Leone XIII (che proveniva da Carpineto Romano, non distante da Genazzano, e aveva un frate agostiniano come confessore) nel 1884 approvò un nuovo ufficio per la festa e nel 1893 approvò lo scapolare bianco della Mater Boni Consilii, arricchito di indulgenze; il 17 marzo 1903 elevò il santuario di Genazzano alla dignità di basilica minore; per volere del pontefice, con decreto del 22 aprile 1903, alle litanie lauretane fu aggiunta l'invocazione "Mater Boni Consilii, ora pro nobis".
Il 13 giugno 2012 la Congregazione del Culto Divino e della Disciplina dei Sacramenti, per facoltà ad essa concesse da papa Benedetto XVI, ha proclamato la Madre del Buon Consiglio patrona di Genazzano: l'8 settembre 2012 alla Vergine del Buon Consiglio sono state consegnate le chiavi di Genazzano, che lo stesso giorno è stata dichiarata Civitas Mariana.

## Congregazioni di Nostra Signora del Buon Consiglio
La Madre del Buon Consiglio è titolare di numerosi istituti religiosi: le Suore di Carità di Santa Maria (dette del Buon Consiglio) di Torino, le Suore di Nostra Signora del Buon Consiglio di Chicoutimi, le francescane di Recife e Madrid, le missionarie rurali della Madonna del Buon Consiglio di Pontremoli (poi dette "del lieto messaggio"), l'Istituto Mater Boni Consilii di Verrua Savoia.